# Alekséi Míshin (entrenador)
Alekséi Nikoláievich Mishin (en ruso: Алексе́й Никола́евич Ми́шин; nacido el 8 de marzo de 1941) es un entrenador ruso de patinaje sobre hielo. Fue patinador en modalidad de parejas junto a Tamara Moskviná. Trabaja en un club de patinaje como entrenador de varios patinadores, da seminaros deportivos y es autor de varios libros sobre biomecánica del patinaje sobre hielo.

## Vida personal
Nació en Sebastopol, Unión Soviética en 1941. Su infancia fue en Tiflis y se mudó a San Petersburgo. Siempre estuvo interesado en la mecánica y empezó a patinar a la edad de 15 años junto a su padre.

## Carrera

### Como patinador

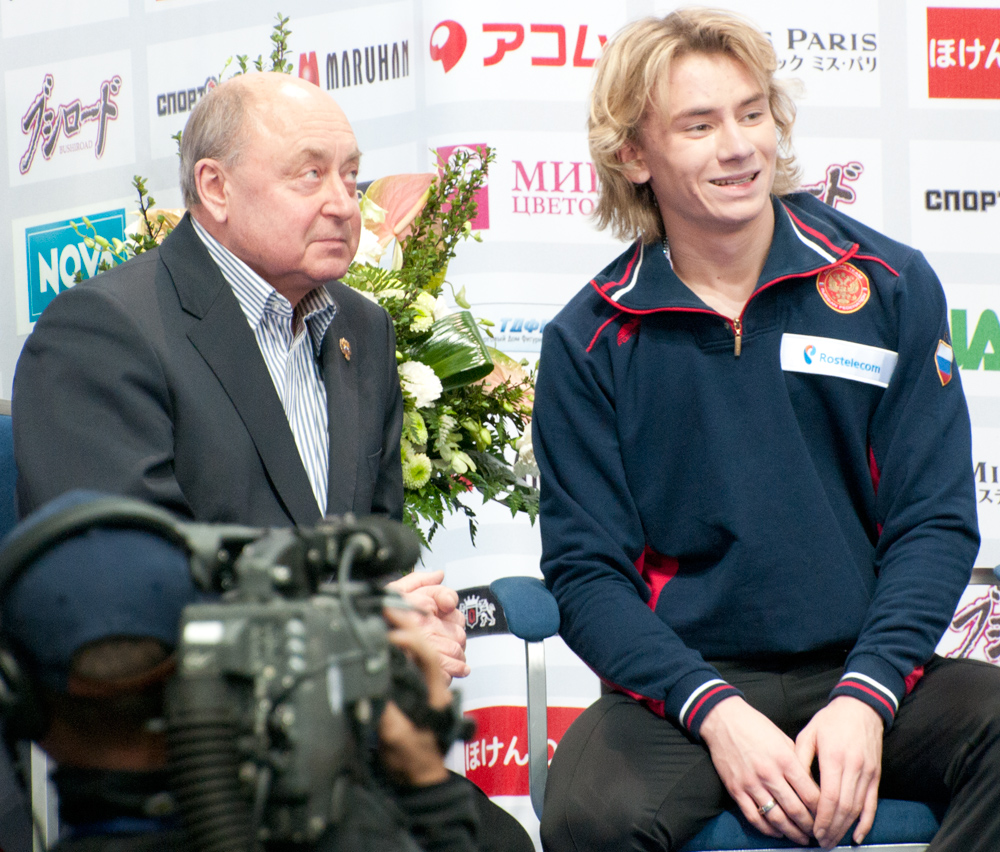
Mishin con su exalumno Gachinski en 2011.

Compitió como patinador individual representando a la Unión Soviética, ganó la medalla de bronce en el Campeonato soviético de 1964. En 1966 se cambió al patinaje de parejas e hizo equipo con la patiandora Tamara Moskviná. Juntos ganaron el Campeonato soviético de 1969 y ganaron la plata en la edición de 1969 del Campeonato Mundial de patinaje sobre hielo. Moskviná y él se retiraron del patinaje competitivo para convertirse en entrenadores, Mishin con una edad de 28 años.

### Como entrenador

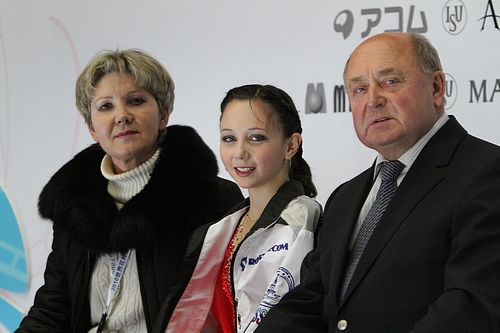
Mishin y la entrenadora Svetlana Vereténnikova junto a la patinadora Yelizaveta Tuktamýsheva en 2010.

Se graduó de la universidad con un título en mecánica, su tesis se enfocó en la base mecánica de la técnica del patinaje artístico sobre hielo. Como entrenador tomó jóvenes talento de la categoría júnior y comenzó a prepararlos para competencias nacionales e internacionales. Su método lo hizo muy conocido, pues sus patinadores aprendían muy rápido los saltos. Entre los estudiantes más exitosos de Mishin están Alekséi Urmánov, ganador de los Juegos Olímpicos de invierno de 1994, Alekséi Yagudin, ganador de la edición de 2002 de los mismos juegos y Evgeni Plushenko, ganador de la edición 2006 y 2014, doble medallista de plata y tres veces campeón del mundo.
Otro estudiante de Mishin es Yelizaveta Tuktamýsheva, patinadora ganadora del Campeonato Mundial de 2015, campeona de Europa de 2015, ganadora de una final de Grand Prix y medalla de plata en el Campeonato Mundial de 2021. Sus alumnos recientes son: Aleksandr Petrov, Sofia Samodúrova, Artur Dmítriev Jr., Piotr Guménnik y Carolina Kostner. Además es profesor en la Escuela de Ciencias Deportivas de Lesgaft y ofrece seminarios deportivos alrededor del mundo. Sus entrenamientos tienen lugar en el Yubileyny Sports Palace de San Petersburgo.